# نیما میرزازاد
نیما میرزازاد (زادهٔ ۹ اسفند ۱۳۷۵ در بندر انزلی) بازیکن فوتبال ایرانی است که در پست دروازه‌بان برای باشگاه فوتبال مس رفسنجان بازی می‌کند. وی با دعوت کارلوس کیروش در رده سنی جوانان به اردوی تیم ملی بزرگسالان دعوت شده بود.

## اولین بازی در لیگ برتر
نیما میرزازاد در ۱۹ اردیبهشت ۹۵، با توجه به مصدومیت سید حسین حسینی دروازه‌بان اول ملوان، در بازی مقابل صبا قم برای ملوان به میدان رفت و این نخستین بازی او در لیگ برتر محسوب می‌شود. او در این بازی ۱۹ سال و ۲ ماه و ۱۰ روز سن داشت.
افتخارات

#### سپاهان
- قهرمانی جام حذفی : ۰۳–۱۴۰۲
- قهرمانی سوپر جام فوتبال ایران ۱۴۰۳